# حوزه خدمات‌رسانی
در جغرافیای انسانی، حوزه خدمات‌رسانی یا ناحیه خدمات‌رسانی یا حوزه معیشت به منطقه‌ای گفته می‌شود که یک مکان، مانند یک شهر، خدمات یا مؤسسه، جمعیتی را جذب می‌کند که از خدمات و فرصت‌های اقتصادی آن استفاده می‌کنند. مناطق حوزه خدمات‌رسانی ممکن است بر اساس جایی که مردم به‌طور طبیعی به یک مکان کشیده می‌شوند (به عنوان مثال، حوزه کاری) یا توسط دولت‌ها یا سازمان‌ها برای ارائه خدمات ایجاد شده‌است.

## جستارهای بیشتر
- حوضه آبریز
- پس‌کرانه
- برنامه‌ریزی شهری
- بخش آموزش و پرورشی